# Rafael Usón Lacal
 Rafael Usón Lacal , (Zaragoza, 27 de marzo de 1926 - ibídem, 11 de enero de 2016). Químico aragonés y profesor universitario; se cuenta entre las figuras más destacadas del panorama científico español de la segunda mitad del siglo XX. Además de un magnífico docente, puede ser considerado como el padre de la Química Organometálica en España.

## Infancia y juventud
Nace en el seno de una familia de comerciantes —sus padres regentaban una de las pescaderías más afamadas de Zaragoza—, siendo el primogénito de 4 hermanos. El ambiente bullicioso y lleno de actividad productiva en el que pasó su infancia, marcó ya varios rasgos fundamentales de su carácter: su incansable dedicación al trabajo, su admirable capacidad de concentración y su acusado pragmatismo. Su temprana afición por la lectura y su insaciable curiosidad, le permitieron ir adquiriendo un rico bagaje cultural. Estudia en los colegios locales de Sto. Tomás, Politécnico y de los Hermanos Maristas. A los 12 años recibe sus primeras enseñanzas de química y llega a montar un laboratorio en su casa, donde realiza experimentos hallados en libros de química recreativa a su alcance.

## Formación académica
A los 16 años, y tras haber terminado el Bachillerato, accede a la Universidad de Zaragoza, donde cursa los estudios correspondientes a la Licenciatura de Ciencias Químicas (1942–1947). Con mayoría de edad y paralelamente a sus estudios universitarios, realiza el Servicio Militar obligatorio como alférez de complemento de artillería en Huesca. Una vez obtenido el título de Licenciado en 1947, inicia los estudios de doctorado bajo la dirección de Juan Martín Sauras, obteniendo el grado de Doctor por la Universidad de Madrid en 1950. En ese mismo año, se le concede una beca del C.S.I.C. (Consejo Superior de Investigaciones Científicas) para realizar una estancia posdoctoral de 2 años en el laboratorio del Egon Wiberg de la Universidad de Múnich. A pesar de las serias dificultades económicas, esta época resultó ser sumamente gratificante tanto a nivel científico como a nivel personal. Fue allí donde completó su formación teórica con una sólida formación experimental. Y también fue allí donde conoció a quien sería su esposa, Sonja Finkenzeller.

## Desarrollo profesional
Al terminar la estancia posdoctoral en 1953, regresa a Zaragoza como Profesor Ayudante. Entre 1954 y 1960, compagina las tareas docentes con la labor investigadora dentro del C.S.I.C., organismo en el que ocupa primero una plaza de Colaborador Científico y más tarde una de Investigador. En 1960 vuelve al ámbito universitario al obtener por oposición la Cátedra de Química Inorgánica de la Universidad de Oviedo, donde forma su primer grupo de investigación propio. En 1967 se traslada definitivamente a la Universidad de Zaragoza, donde ocupa la Cátedra de Química Inorgánica y donde desarrolla una desbordante actividad en todos los ámbitos de la vida tanto académica como privada. En 1991 es nombrado Profesor Emérito. Formó parte del Consejo Senatorial de la Facultad de Ciencias de la Universidad de Zaragoza.
En el aspecto docente, sus clases fueron siempre muy bien valoradas entre sus alumnos por su amenidad, concisión, claridad y rigor expositivo. Gustaba siempre de incluir en sus clases los últimos avances científicos. Es autor del libro "Química universitaria básica", que sirvió de base a toda una generación de químicos de España y de Iberoamérica.
En el aspecto administrativo, ocupó la Dirección del Departamento de Química Inorgánica durante toda una época. Entre 1978 y 1980 fue Vicedecano y Decano ejerciente de la Facultad de Ciencias, puesto del que fue cesado al cabo de poco más de un año por el entonces rector Federico López Mateos, debido al reiterado incumplimiento de la normativa vigente sobre los concursos públicos para la contratación del profesorado, ya que Usón Lacal se negaba a aceptar tal normativa, optando por la contratación directa de los profesores. Fue también Secretario General (1968-1970) y Vicerrector (1970-1971) de la Universidad de Zaragoza, siendo Rector Justiniano Casas Peláez.
En el aspecto investigador, supo siempre ganarse y atraer hacia sí a algunos de los estudiantes más capaces y mejor cualificados, y despertar y mantener su interés en la investigación. Algunos de sus discípulos, han llegado a ser prestigiosos profesores universitarios, como es el caso de Víctor Riera, Pascual Royo, José Vicente, Juan Forniés, José Gimeno, Antonio Laguna, Miguel A. Ciriano, Mariano Laguna, Pablo Espinet, María Teresa Chicote, María Pilar García y Elena Lalinde entre muchos otros.
También consiguió con gran tenacidad y esfuerzo, obviar los efectos derivados de la escasez de medios disponibles, especialmente en el inicio de su carrera como investigador independiente. Sus temas de investigación principales fueron sucesivamente: la química del carbón y otros combustibles, química en disolventes no acuosos, química de la coordinación de diversos iones metálicos (especialmente titanio y manganeso), y finalmente la química organometálica. Ha sido en esta última área donde mayor incidencia han tenido sus contribuciones científicas y donde ha alcanzado sus logros más destacables, principalmente trabajando con metales del final de la serie de transición (Rh, Ir, Ni, Pd, Pt, Ag y Au).
Sus resultados de investigación originales quedan recogidos en 347 publicaciones en revistas científicas especializadas de carácter internacional. Así mismo es director de 45 Tesis Doctorales. Su labor científica e investigadora se ha visto reconocida tanto por el respeto de sus colegas y discípulos, como también por la concesión de diversos galardones, tales como:
- el Premio Nacional de Investigación "Ramón y Cajal" en 1987,
- la Medalla de oro a la investigación de la Real Sociedad Española de Química (R.S.E.Q.) en 1994,
- o ser nombrado "Aragonés de Mérito en Ciencias" por la Federación de Comunidades Aragonesas en el Exterior.

Ha formado parte del Comité Editorial de diversas revistas especializadas de ámbito internacional, tales como:
- Synthesis and Reactivity in Inorganic and Metal-Organic Chemistry (actualmente Synth. React. Inorg., Met.-Org., Nano-Met. Chem.)
- Inorgánica Chimica Acta (Inorg. Chim. Acta)
- Journal of the Chemical Society, Dalton Transactions (actualmente Dalton Trans.)

Además de un brillante investigador es orgulloso padre de 4 hijos y abuelo de 7 nietos.

## Reseñas biográficas
- J. Forniés, A. Laguna, «Protagonists in chemistry: Professor Rafael Usón», Inorg. Chim. Acta 2003, 347, xiii–xiv.
- L. A. Oro, «Interview with Professor Usón: Celebration of inorganic lives», Coord. Chem. Rev. 1999, 193–195, 3–11.

- P. Royo, «Professor Rafael Usón —birthday dedication», Inorg. Chim. Acta 1986, 112, v–vi.

## Trabajos científicos más representativos
- R. Usón, «Química universitaria básica», Alhambra (1977), ISBN 978-84-205-0210-6.

- R. Usón, J. Forniés, «Synthesis and structures of novel types of heteronuclear Pt–M (M = Ag, Sn or Pb) neutral or anionic organometallic complexes», Inorg. Chim. Acta 1992, 198–200, 165–177.
- R. Usón, «Electron-rich metal centres (Au, Pt) as sources of organometallic complexes with unusual features», J. Organomet. Chem. 1989, 372, 171–182.
- R. Usón, J. Forniés, «Organopalladium and platinum compounds with pentahalophenyl ligands», Adv. Organomet. Chem. 1988, 28, 219–297.
- R. Usón, A. Laguna, «Recent development in arylgold chemistry», Coord. Chem. Rev. 1986, 70, 1–50.
- R. Usón, «Some new developments in arylgold and arylplatinum chemistry», Pure Appl. Chem. 1986, 58, 647–652.
- R. Usón, A. Laguna, J. Vicente, «Arylgold chemistry», Synth. React. Inorg. Met.-Org. Chem. 1977, 7, 463–496.